# ブルックリン最終出口
『ブルックリン最終出口』（ブルックリンさいしゅうでぐち、原題：Last Exit to Brooklyn）は、1989年制作のアメリカ合衆国・西ドイツ映画。
ヒューバート・セルビー・ジュニアの同名小説の映画化作品（1964年発表、邦訳・宮本陽吉訳・河出書房新社刊、1968年）で、ニューヨークのブルックリンを舞台に、セックスとLGBT、喧噪、孤独を描く。ウーリ・エーデル監督のアメリカ初進出作品。

## あらすじ
1952年のニューヨーク・ブルックリン85番街を舞台に、売春婦のトララを始め、労働組合の現場責任者ハリー、ストリート・ギャングの若者ヴィニーらのセックスやLGBT、喧噪の日々を描く。

## キャスト
- ハリー・ブラック：スティーヴン・ラング
- トララ：ジェニファー・ジェイソン・リー
- ビッグ・ジョー：バート・ヤング
- ヴィニー：ピーター・ドブソン
- ボイス：ジェリー・オーバック
- サル：スティーヴン・ボールドウィン
- ジョージェット：アレクシス・アークエット
- スプーク：キャメロン・ジョアン
- トニー：ジェイソン・アンドリュース
- ドナ：リッキー・レイク
- フレディ：ジェームズ・ロリンズ
- アル：サム・ロックウェル
- トミー：ジョン・コステロー
- ポーリー：クリストファー・マーニー
- マイク：デヴィッド・ウォーショフスキー
- マイク・スター

## 評価
- 第56回ニューヨーク映画批評家協会賞助演女優賞受賞（ジェニファー・ジェイソン・リー、『マイアミ・ブルース』と併せて）
- 第11回ボストン映画批評家協会賞助演女優賞受賞（ジェニファー・ジェイソン・リー）
- 1990年度ドイツ映画賞作品賞・監督賞（ウーリ・エーデル）受賞
- 1990年度バイエルン映画賞監督賞（ウーリ・エーデル）・編集賞受賞